# Bạch Mai (nghệ sĩ)
Bạch Mai (27 tháng 11 năm 1948 – 25 tháng 8 năm 2021) là một nữ soạn giả và nghệ sĩ cải lương người Việt Nam.

## Tiểu sử
Bạch Mai tên thật là Nguyễn Ngọc Mai, sinh năm 1948 trong gia đình có truyền thống nghệ thuật cải lương. Bà là con gái của chủ gánh hát Thanh Bình - Kim Mai nên từ nhỏ bà đã được rèn luyện, nối nghiệp hát của gia đình.
Bạch Mai nổi tiếng bởi sự đóng góp lớn cho mảng cải lương tuồng cổ. Bà viết nhiều vở tuồng đi vào kinh điển như: Xử án Phi Giao, Hoàng hậu không đầu, Giang sơn mỹ nhân, Ngọc Kỳ Lân, Thập tứ nữ anh hào, Ngũ biến báo phu cừu, Mặt trời đêm thế kỷ, Trưng nữ vương, Mai trắng se duyên...

## Gia đình
Bạch Mai cùng chồng là nghệ sĩ Đức Lợi (1949-2005) là cặp đôi tài danh, được khán giả yêu mến qua hàng trăm vở tuồng trên sân khấu Huỳnh Long. Họ có 2 người con nối nghiệp là nghệ sĩ Chinh Nhân theo họ mẹ ( mất năm 2016) và Bình Tinh theo họ cha.

## Qua đời
Bạch Mai qua đời ngày 25 tháng 8 năm 2021 tại bệnh viện, sau một thời gian điều trị COVID-19.

## Tác phẩm
- Anh Hùng Náo (Sở Vân cứu giá)
- Bao Công : Vụ Án Vương Ngọc Tuyền
- Bao Công Xử Án Anh Em Song Sinh
- Cưới Vợ Cho Vua
- Đãi Yến Đoàn Hồng Ngọc
- Giang Sơn Mỹ Nhân
- Hoa Bướm Ngày Xưa
- Hoàng Hậu Không Đầu
- Mạnh Lệ Quân
- Máu Nhuộm Chiến Bào Hồng
- Nàng Út Trong Ống Tre
- Ngũ Tiểu Thanh
- Phùng Bửu Sơn Ngọc Quế Trang (Bạch Mai - Đào Việt Anh)
- San Hà Xã Tắc (Trảm Triệu Khải)
- Thập Tứ Nữ Anh Hào
- Tiết Nhơn Quý
- Tiết Đinh San Đại Phá Tỳ Bàn San
- Tứ Tuấn Đăng Khoa (Tứ Tử Đậu Tan Khoa)
- Triệu Khuông Dẫn
- Xử Án Phi Giao